# Mongul
Mongul es el nombre de dos supervillanos ficticios que aparecen en los cómics publicados por DC Comics. El escritor Len Wein y el artista Jim Starlin crearon la primera versión del personaje, que debutó en DC Comics Presents # 27 (noviembre de 1980). El escritor Peter J. Tomasi y el artista Scot Eaton crearon la segunda versión, que apareció por primera vez en Showcase '95 # 8 (septiembre de 1995) cuando era un bebé.
Debutando en la Edad de Bronce de los cómics, Mongul ha aparecido en otros productos respaldados por DC Comics, como series de televisión animadas; videojuegos; una película directamente en DVD y mercadería como figuras de acción y tarjetas coleccionables.

## Historial de publicaciones
Mongul debutó en el título DC Comics Presents y fue creado por el escritor Len Wein y el artista Jim Starlin. Starlin a menudo recibe crédito como creador del personaje, pero Wein en una entrevista declaró: "Bueno, [Mongul] tenía imágenes de Starlin, pero fue mi creación". Wein dijo que concibió a Mongul específicamente como un villano para desafiar físicamente a Superman.

## Biografía del personaje ficticio

### Edad de Bronce (1980-1985)
Mongul fue el gobernante de su propia raza alienígena hasta que se produjo una revolución y fue exiliado al espacio exterior. En su primera aparición, Mongul secuestra a los amigos de Superman (Lois Lane, Jimmy Olsen y Steve Lombard), amenazando con matarlos a menos que el héroe le traiga la llave que puede activar el planeta artificial Warworld. Después de que Superman recupera la llave y se ve obligado a luchar contra el Detective Marciano que la protege, Mongul activa Warworld. Psíquicamente vinculado con sus controles, Mongul intenta destruir a Superman y Supergirl. Mongul finalmente queda inconsciente por una tensión mental masiva causada por el uso de sus controles, pero logra escapar antes de que los héroes destruyan Warworld.
Luego, Mongul intenta conquistar Throneworld, el planeta natal del Príncipe Gavyn, uno de los héroes que ha utilizado el nombre de Starman. Mongul asesina a la hermana de Gavyn y obliga al amante de Gavyn a casarse con él para usurpar el trono del imperio para él. Utiliza el arma destructora de planetas de Throneworld para chantajear a otros planetas para que obedezcan. Superman llega y lucha contra Mongul, mientras que Starman desactiva el arma. Los Mongules se retiran. Ahora queriendo vengarse de Superman, Mongul mata a un Controlador y roba al Devorador de Sol para devorar el Sol de la Tierra. Mientras que la Liga de la Justicia de América y la Legión de Super-Héroes luchan contra Mongul, Superman finalmente lo derrota cuando la Legión destruye al Devorador de Sol.
Mongul eventualmente ataca a Superman en su cumpleaños y lo atrapa con un Black Mercy, una planta alienígena que se alimenta del "bio-aura" de la víctima mientras la vuelve incapaz de contraatacar, dándoles su propio "mundo de sueños" perfecto a cambio. Al final, gracias a Batman, Robin y Wonder Woman, Mongul se convierte en la próxima víctima de la planta y sueña con ser el gobernante del universo.

### Edad Moderna (1985-presente)
Después de la serie limitada de 12 números Crisis on Infinite Earths, DC Comics reconfiguró las historias de algunos personajes importantes para actualizarlas para el público contemporáneo. Las historias originales que involucraban a Mongul ya no tenían continuidad, y el personaje fue reintroducido como el gobernante de Warworld, un imperio espacial donde Mongul entretiene a los ciudadanos con juegos de gladiadores. La nave de Mongul captura a un Superman moribundo, que flotaba a la deriva en el espacio exterior después de exiliarse de la Tierra, y Mongul decide usarlo en los juegos, pero Superman une fuerzas con el guerrero alienígena y el campeón de Mongul, Draaga, y hace huir a Mongul. Luego, Mongul es persuadido a través de la tortura para que sirva al Cyborg Superman para vengarse de Superman e intentar convertir la Tierra en otro Mundo de Guerra. En el proceso, la casa de Green Lantern Hal Jordan, Ciudad Costera, es destruida, lo que lleva a Jordan a unirse a Superman y sus aliados para derrotar a Mongul.
Después de su derrota, Mongul es encarcelado en una prisión para criminales intergalácticos, solo para escapar durante un motín. Su primer objetivo es Green Lantern; se entera de que el que se enfrenta, Kyle Rayner, no es el que luchó antes. Mongul es derrotado cuando el anillo de Kyle no muestra debilidad al amarillo. Mongul vuelve a ser encarcelado.
Mongul escapa de la colonia penal lunar, matando a todos los que están allí, incluidos los prisioneros que se dejan morir en el vacío del espacio. Su barco está casi destrozado y está al borde de la muerte; es teletransportado a un planeta y se salva. A cambio, se apodera del planeta y termina quedándose solo, ya que los habitantes prefieren morir por un virus que por su tiranía, hasta que termina encontrando dos bebés inmunes al virus (una historia que comenzó en Showcase '95 # 7, con los dos bebés que aparecen en Showcase '95 # 8; reimpreso en DC Universe Special: Superman # 1).
Más tarde, Mongul es derrotado en la Tierra por Wally West (Flash) cuando Mongul intenta desenterrar una nave espacial dejada por uno de los enemigos de Darkstars debajo de Keystone City. Flash derrota fácilmente a Mongul. Flash aparentemente usa a Mongul para probar sus nuevos poderes mejorados. Durante la batalla, Wally solo es golpeado una vez por el gigante y corpulento Mongul. Flash usa su supervelocidad para confundir y derrotar rápidamente a Mongul y lo hace encarcelar en Slab, una prisión para supervillanos (Flash # 102, reimpreso en DC Universe Special: Superman # 1).
Durante el evento cruzado Underworld Unleashed, el señor demonio Neron ofrece a varios supervillanos (incluido Mongul) un poder mejorado a cambio de sus almas, todo encendiendo una vela negra tallada. El orgullo de Mongul hace que rechace la oferta y amenace a Neron. En respuesta, Neron golpea a Mongul hasta la muerte por su desafío, llevándose su alma en el proceso.

#### Hijo de Mongul
El hijo de Mongul, también llamado Mongul, parece ayudar y entrenar a Superman, en preparación para la llegada de Imperiex. Este Mongul parece ser más poderoso que su padre. Parece haber sido asesinado más tarde en el crossover Our Worlds At War pero regresa durante Crisis infinita después de enterarse por Despero de que la Liga de la Justicia aparentemente ha sido destruida. Su intención es saquear la sede de la Watchtower, pero termina luchando contra Batman, Superman y Mujer Maravilla. El es casi asesinado por la Mujer Maravilla antes de escapar a través de un teletransportador en funcionamiento. La teletransportación lo transporta a la Tierra, para amenazar a Hal Jordan, el Linterna Verde recién regresado, usando la Misericordia Negra sobre él y Flecha Verde. Mientras tanto, busca a su hermana, Mongal, para resolver las disputas familiares. Los héroes se liberan y usan un teletransportador para transportar a Mongul y Mongal a su planeta de origen. Afirmando que la familia es una debilidad, Mongul decapita a Mongal con un solo golpe en la cabeza.
Los orígenes de Mongul lo describen como un niño que quería ser como su padre. Hizo viajes y vio representaciones digitales en las que su padre luchó contra Superman y sus aliados y la destrucción de Coast City. Copia las acciones de su padre cuando se encuentra con un grupo de extraterrestres cuya nave espacial se estrella en Arkymandryte, convirtiéndolos en sus esclavos. El padre de Mongul regresa y, al descubrir a los esclavos de su hijo, mata a los extraterrestres y le dice que solo un ser en el planeta es digno de adoración.
Mongul recibe un anillo de poder amarillo después de romper el cuello de un miembro moribundo de Sinestro Corps (una imagen promocional posterior muestra a Mongul con el anillo amarillo y un anillo de Green Lantern Corps). Mongul ofrece a los miembros del Sinestro Corps una opción: servirle o morir. Le quita el anillo a cada uno que se niega, y en un momento había ganado cinco anillos extra. Luego ataca a Arisia y Sodam Yat con plantas de Black Mercy y los toma prisioneros. Utiliza su anillo para enviar miles de semillas de Black Mercy, que había diseñado genéticamente para dar vida a los mayores miedos de las víctimas, en lugar de sus sueños, a varios planetas desprevenidos. En un enfrentamiento con varios miembros del Green Lantern Corps, Mongul es derrotado cuando el Lantern Bzzd, parecido a una mosca, vuela por su ojo, y es arrojado al planeta Black Mercies. Es visto por última vez enterrado en el suelo, siendo utilizado como alimento por los Black Mercies. Sin embargo, pronto se libera y escapa del planeta, mientras mantiene sus anillos y su brazo derecho. Su brazo izquierdo había sido cortado en el proceso, pero, a través del poder de sus anillos, Mongul es capaz de controlarlo y dirigirlo. Ataca un barco cercano para conseguir comida, matando al marido del piloto. Esto inadvertidamente hace que la mujer se convierta en la primera recluta de las Star Sapphires, el Anillo de Poder violeta ha sido atraído hacia ella por el vacío en su corazón creado por su pérdida. Mongul usa su brazo izquierdo para invadir el planeta Daxam y establecerlo como el nuevo mundo natal de su facción del Sinestro Corps bajo su mando. Sin embargo, es desafiado por el liderazgo por Arkillo. Al derrotarlo en combate singular, Mongul saca la lengua de Arkillo y la usa como un collar. En el proceso, se gana la lealtad de la facción del Sinestro Corps leal a Arkillo y el dominio completo sobre el planeta Daxam, pero atrae la atención de Arisia y Sodam Yat, el anfitrión Daxamite de la Entidad Ion. A la llegada de Arisia y Yat, varios miembros del Sinestro Corps son rápidamente derrotados y asesinados por Yat, hasta que sus poderes de Superman se desvanecen bajo el sol rojo de Daxam. A pesar de su pérdida de poder y la increíble fuerza de Mongul, Yat lucha con él, usando el poder de Ion para lanzar brevemente a Mongul al espacio, antes de entrar al sol de Daxam y transformarlo de rojo a amarillo, otorgando superpoderes a todos los Daxamitas. El abrumador ataque de Daxamite obliga a Mongul a hacer que el Sinestro Corps abandone Daxam, con el déspota planeando hacer de un planeta diferente su base de operaciones.
Mongul lleva al Sinestro Corps a Korugar, el mundo natal de Sinestro, y tiene a los habitantes colgados por las calles. También decide cambiar el nombre de los Linternas Amarillas como "Mongul Corps", en su honor. Poco después, Sinestro es llevado a Korugar y se enfrenta a Mongul. Primero, usando una anulación incorporada en los anillos de Mongul, Sinestro lo derrota, reclamando así el Sinestro Corps. Luego, encarcela a Mongul en la Batería de Energía Central del Cuerpo, con la intención de matarlo una vez que se trate con Black Lantern Corps.

#### The New 52
En The New 52, un reinicio de 2011 del universo de DC Comics, Mongul se reintroduce una vez más como señor y maestro del motor de asedio planetario Warworld. En su introducción, está arrasando un planeta que está a punto de conquistar cuando trajo a un general resistente a bordo de su nave para mostrarle la devastación de su mundo natal justo antes de decapitarlo y agregar sus restos a una sala de trofeos en Warworld.
Mongul hace una breve aparición en el arco de la historia de Superman: Doomed. Se las arregla para escapar de la Zona Fantasma junto a villanos igualmente poderosos como Non, y se prepara para atacar la Tierra. Sin embargo, al enterarse de que Brainiac ha llegado a la Tierra, Mongul, presa del miedo, regresa inmediatamente a la Zona Fantasma. Wonder Woman luego entra en la Zona Fantasma y lo atrapa en su Lazo de la Verdad, antes de ordenarle al Mundo de Guerra de Mongul que ataque la nave de Brainiac.
Algún tiempo después de su encarcelamiento, Mongul escaparía de la Zona Fantasma con Warworld a cuestas, eventualmente poniendo su mirada en venganza contra Sinestro y su Fear Corps por lesiones anteriores al tratar de atraerlo usando Black Mercies contra los refugiados korugaros, y luego agotando su anillo. a la inutilidad a través de las tecnologías sobrantes de la vieja Reliquia superviviente universal, que había integrado en los sistemas de Warworld.
Mongul lo usaría como moneda de cambio para llamar al resto de sus miembros del cuerpo a luchar por Warworld para rescatar a su líder y así poder acobardarlos de nuevo a sus servicios mientras buscaba persuadir a la Entidad Emocional Parallax desde dentro de su odiado rival hacia el abierto, todo para tomar el mando del Sinestro Corps una vez más. Su plan iba sin problemas hasta ahora, incluso con la llegada prematura de Bekka de los Nuevos Dioses prestando la ayuda necesaria. Pero las tornas cambiaron cuando la Liga Apex, un equipo de mercenarios a los que había reclutado, finalmente se volvió contra él a sugerencia de Sinestro después de que el prisionero de Mongul invirtiera el sifón de energía. Luego, atraparía a su asaltante en chatarra forrada con fragmentos de anillos amarillos antes de arrojarlo al espacio profundo, un señuelo brillante y brillante que atraería a los Pale Vicors.
El Señor de la guerra interestelar resurgiría como un esclavo esclavo del Pailing cuando sus nuevos amos atacaran la Tierra a la llamada del clarín de su señor mariscal. Ahora, al servicio de la anti-emoción, Mongul había regresado a la batalla contra Sinestro más poderoso que nunca, mientras ayudaba en la subyugación de la humanidad.
La batalla se enfurecería y Sinestro reclutaría a muchos entre el planeta en su Cuerpo para defenderlo; Eventualmente Black Adam, otra adición más a los Yellow Lanterns, lo echaría de la pelea el tiempo suficiente para que su hermano de armas le diera el golpe mortal a Mongul y al líder del Pailing, el Pale Bishop. A raíz de la batalla, Sinestro cedió el control de su Cuerpo a su hija Soranik debido a sus heridas, mientras que Sinestro Corpsmen ayudó a reconstruir la Tierra. Mongul saldría de su estado zombificado empeñado en conseguir que Sinestro lo diera de comer a los Pail Vicors. Sin embargo, al ver que estaba rodeado de Manhunters, optó por una retirada apresurada a la Tierra para esperar el momento oportuno.

#### DC Rebirth
Mongul aparece como un villano principal en Trinity, donde su uso de The Green hace que Hiedra Venenosa capture a Superman, Batman y Wonder Woman y les haga sufrir alucinaciones de su propia infancia. Los tres finalmente pueden reducir la influencia de Mongol sobre su otro mundo.
Mongol más tarde escapa de la prisión y de alguna manera atrapa a la Liga de la Justicia dentro de una arena intergaláctica en el momento en que están investigando a Barbatos. Construyen un mecha con las criaturas de Mongol y lo asustan, pero al regresar a la Tierra descubren que ha sido saqueado por Barbatos.

## Poderes y habilidades
Durante la Edad de Bronce de los cómics, Mongul era más fuerte que Superman y casi totalmente invulnerable al daño. Superman lo derrotó frustrando sus planes, pero solo una vez derrotó a Mongul en un combate cuerpo a cuerpo. Incluso entonces, Superman cayó inconsciente inmediatamente después. Mongul también demostró la capacidad de teletransportarse; telepatía y telequinesis limitadas; y podría proyectar ráfagas de fuerza potente a través de sus ojos, manos, o pecho. El personaje también usó tecnología para encoger a sus enemigos y colocarlos en cubos de inversión dimensional diseñados para evitar el escape deformando su realidad interior y absorbiendo cualquier poder usado contra ellos desde adentro. El Mongul de la Edad Moderna comenzó con menos poder que la versión de la Edad del Bronce, pero seguía siendo un enemigo formidable y un luchador capaz de enfrentarse a Superman en múltiples ocasiones, aunque un poco más débil.
Mongul fue capaz de resistir la visión de calor kryptoniana de media potencia a quemarropa y, gracias a su musculatura mejorada, era increíblemente resistente al daño físico. Debido a su impresionante estructura muscular, Mongul también era increíblemente rápido y podía empujarse hacia adelante a gran velocidad mientras corría o podía saltar varios kilómetros en el aire con sus poderosas piernas. También tenía su cañón de pecho con el que podía disparar potentes ráfagas de energía que podían tambalear o matar incluso a Superman. Era un enemigo tan formidable que Mongul no solo podía intercambiar golpes con los kryptonianos, sino también luchar repetidamente contra los Linternas Verdes de manera regular, especialmente dado que su piel amarilla natural le brindaba protección contra sus anillos. Sin embargo, todavía fue superado por individuos de mayor capacidad (ya sea de naturaleza física o tecnológica), como Hank Henshaw (antes y después de su adquisición de la plantilla genética de Superman) y el demonio Neron (que lo mató con sus propias manos).
Su progenie, Mongul II, sin embargo, demostró estar en pie de igualdad o en mayor fuerza que incluso su padre. Habiendo demostrado suficiente poder para derrotar a los pesos pesados del Universo DC como Wonder Woman (Infinite Crisis # 1 (diciembre de 2005)), junto con matar a miembros de Green Lantern y Sinestro Corps en su búsqueda de anillos de poder. Era lo suficientemente fuerte como para decapitar y matar a su hermana Mongal de un solo golpe. Cuando adquirió su primer anillo Yellow Lantern, decidió aprender sobre su potencial durante 96 horas, insinuando una mentalidad metódica en su mayoría ausente en Yellow Lanterns. Mongul II también luchó contra Superman, lo que llevó a su derrota después de que ambos dieron muchos golpes, lo que llevó a Superman a desencadenar un ataque combinado masivo requerido para dominar a este villano (Superman (vol. 2) # 152 (enero de 2000)). Esta batalla lo mostró resistiendo los golpes masivos de un ser tan poderoso como Superman. Después de haber obtenido varios anillos de poder qwardianos, mostró un uso bastante ávido de su poder para numerosos efectos (es decir, los usó junto con el conocimiento innato de su padre sobre la Misericordia Negra para modificar los patrones de comportamiento parasitarios de la planta, induciendo espejismos espantosos sobre fantasías felices. ; crear y manipular construcciones impulsadas por el miedo lo suficientemente poderosas como para golpear un Sodom Yat empoderado por iones; y volver a unir extremidades o partes del cuerpo destruidas o removidas a través de un reordenamiento preciso del material de energía del miedo).
En el nuevo universo, Mongul ha sido re-imaginado radicalmente de ser el formidable adversario que alguna vez fue durante la Edad de Bronce-Plata. Ahora de nuevo con el control de Warworld, nuevamente comenzó a cortar una franja sangrienta a través del universo, conquistando planeta tras planeta con su acorazado cósmico. Cuando se dirige a la Tierra, muestra niveles extremos de superfuerza y resistencia mientras se mete en una batalla colosal entre Superman y un Batman empoderado que, en ese momento, tenía conjuntos de poderes similares a los de Krypton. Kal-Él dijo una vez que era tan fuerte como Darkseid; esto se ha demostrado que es cierto en varios casos en los que demostró su poder al luchar contra una brigada completa de Linternas Amarillas respaldadas por un Dios Nuevo dentro de sus filas. Todavía conserva su cañón de pecho, que aún puede hacer volar a varios personajes de una sola vez, así como la visión de calor para incinerar a sus enemigos.
Este nuevo Mongul es más resistente, más rápido y más poderoso que nunca, capaz de enfrentarse fácilmente a individuos o grupos tan poderosos como los miembros del cuerpo de la linterna o incluso a los nuevos dioses, además de sobrevivir prácticamente ileso. En el caso de que sufra abrasión crítica; Mongul también tiene un ligero factor de curación con el que ayudarlo a recuperarse de casi cualquier cosa, cuyos límites nunca fueron probados. Incluso mostró la capacidad natural de vuelo con o sin propulsión asistida más de una vez. Durante un tiempo, también formó parte del Sinestro Corps, teniendo acceso a todo lo que implicaba; es decir, la capacidad de crear construcciones de energía basadas en el miedo, obteniendo poder de los miedos de los demás y adquiriendo una batería de energía con la que recargar su anillo Después de haber sido depuesto por Sinestro, quien más tarde requisó Warworld para su propia causa, Mongul terminaría en los servicios de los Pale Vicors, una secta anti-emocional que arrasó con los planetas de sus recursos y sus habitantes al anular su capacidad de sentir y / o sentir empatía antes de cosechar los recursos del mundo objetivo. Habiendo recibido un enorme poder a costa de su propia libertad individual, el Pailing hizo a Mongul más fuerte de lo imaginable. Con todos los nuevos poderes y habilidades que le permitieron igualar y dominar a los gustos de Sinestro y un Black Adam empoderado por el Anillo Amarillo con facilidad, incluso podría llegar a un punto muerto sin ayuda de la potencia de fuego del propio Warworld; que había sido requisado en ese momento por el Sinestro Corpsman Ranx.
Como Pail Vicor, Mongul poseía todos los poderes naturales que lo acompañaban; armado con su lanza, podía emitir una forma de fuerza apática que negaba los poderes del espectro emocional, dándole habilidades de formación de construcciones similares a las de un anillo de linterna, solo en ángulo para usar la angustia emocional de otros seres sintientes para expulsar la emoción de ellos, convirtiendo a los afligidos en cáscaras vacías e insensibles de quiénes y/o qué solían ser. También podría usar su poder para volar y emitir explosiones de energía con los mismos efectos de negación de energía que el aura protectora que envuelve todo el Pailing.

## En otros medios

### Televisión
- Mongul aparece en las series de televisión animadas Liga de la Justicia y Liga de la Justicia Ilimitada con la voz de Eric Roberts.[44] En él, él es el dictador de 'War World', que lleva a cabo juegos de gladiadores para mantener a las masas apaciguadas con su gobierno, siendo considerado el ser más poderoso del planeta, sin haber perdido nunca un partido, pero más que dispuesto. recurrir al engaño para ganar. Es derrotado por Superman y Draaga, y aparece más tarde en Justice League Unlimited cuando la historia de "Para el hombre que lo tiene todo" se adapta a un episodio del mismo nombre, aunque con Robin.siendo escrito. Mongul es derrotado de la misma manera que en la historia original, y la derrota sigue siendo su destino final en el Universo animado de DC, ya que nunca vuelve a aparecer.
- Mongul II apareció en Batman: The Brave and the Bold con la voz de Gary Anthony Williams.[44] En el primer episodio, "¡Duelo de traidores!", Obliga a Batman y Jonah Hex contra Mongal. En el siguiente episodio, "Death Race to Oblivion", amenaza a la Tierra pero es derrotado por Green Arrow, Hombre Plástico, la Cazadora y Guy Gardner.
- Mongul aparece en el episodio de Young Justice: Invasion, "Guerra", con la voz de Keith David.[44] Aparece en Rimbor en el juicio de los seis miembros de la Liga de la Justicia y se va para destruir la Tierra después de que Vándalo Salvaje le dijera que los Reach estaban en el planeta, viéndolo como una competencia para ver quién gobierna la galaxia. Cuando Reach y el Capitán Átomo se enteren de que Mongul y su Mundo de Guerra se dirigen a la Tierra, ambos intentan negociar con él; él niega su solicitud, alegando que la Tierra debe ser destruida con el argumento de que, bajo el Alcance, es "demasiado peligrosa" para sus planes para la galaxia. Mientras la Liga de la Justicia defiende la Tierra contra Warworld, el equipo logra infiltrarse en el planeta artificial para enfrentarse a Mongul y cerrarlo. Superboy, Arsenal y Wonder Girl se enfrentan a Mongul, quien los derrota mientras planea usar todas las armas de Warworld en la Tierra. Después de que Bumblebee redirige el núcleo de poder de Warworld a Mongul, aturdiéndolo, Superboy, Arsenal y Wonder Girl aprovechan esto y lo noquean. En "The Hunt", Mongul fue visto con Despero y el equipo en las celdas de estasis de Warworld. Arsenal libera a Mongul y termina atacando al Black Beetle mientras el equipo escapa. Tras una larga batalla como se ve en "Intervención", Black Beetle encarcela a Mongul en otra celda de estasis con la ayuda del Green Beetle.
- Mongul aparece en el episodio "Galaxy Jest" de Justice League Action, con la voz de John DiMaggio.[44] Él secuestra al Joker durante la persecución de Batman, donde pone al Joker frente a la audiencia de su nave. Al derrotar a algunos soldados, el Joker usa su timbre manual en Mongul, quien luego se prepara para lanzar al Joker al espacio exterior, solo para que Superman llegue a donde lucha contra Mongul. Después de que Wonder Woman apresó al Joker, Superman logra derrotar a Mongul. Cuando explota la bomba de gas de la risa del Joker, Superman pudo redirigir el gas a la nave de Mongul, inhalando todo en la Tierra, volando a la nave de Mongul y exhalando todo. Mientras todos en la nave de Mongul se ríen incontrolablemente, Mongul también se ríe mientras manifiesta su odio hacia Superman.[45]

### Película
- Mongul aparece en el directo-a-DVD de la película Superman/Batman: Enemigos Públicos, con la voz de Bruce Timm.[44] En la película, ataca brutalmente a Superman y lo involucra en una pelea. Después de derrotarlo, Superman se da cuenta de que no es su yo hablador normal. Después se revela que Mongul estaba bajo el control mental de Gorilla Grodd como parte de un complot para reclamar la recompensa por Superman y Batman.
- Aunque no aparece en la película animada Reign of the Supermen, ahora se le dan elementos del papel de Mongul a Darkseid.

### Videojuegos
- Mongul aparece en Superman: The Man of Steel, con la voz de J.S. Gilbert.[44]
- Mongul aparece en el videojuego Superman Returns con la voz de Todd Williams. Después de que Superman investiga los restos de Krypton, su barco es interceptado por Mongul y se ve obligado a un combate de gladiadores en Warworld, donde Superman se enfrenta a Plahtune, al alienígena Overkhast y al propio Mongul. Superman vence a cada uno de sus oponentes y continúa regresando a la Tierra mientras Mongul jura encontrarlo. Después de que Superman derrota a Bizarro, Mongul llega a la Tierra, donde Superman lucha contra Plahtune, Overkhast y Mongul nuevamente. Después de que Superman derrota a sus oponentes, Mongul admite la derrota y abandona la Tierra.
- Mongul aparece en Batman: The Brave and the Bold (videojuego) con Gary Anthony Williams retomando su papel.
- Mongul aparece como un personaje jugable en Lego DC Super-Villains, con la voz de Fred Tatasciore.

## Recepción
En 2009, Mongul se clasificó como el más grande 41a IGN del cómic villano de todos los tiempos.